# Hjalmar Holmgren (läkare)
Axel Hjalmar Holmgren, född 6 december 1905, död 21 februari 1951 i Stockholm, var en svensk läkare.
Hjalmar Holmgren var son till Anders Holmgren. Han blev medicine licentiat 1934, medicine doktor och docent i histologi vid Karolinska institutet 1936, var läkare i anatomi vid Konstakademien från 1938, var tillförordnad prosektor 1941–1947, ordinarie prosektor 1941–1947 och innehavare av en personlig professur i experimentell histologi från 1947. Holmgren skrev arbeten i histologi och invärtes medicin, bland annat om leverns rytmik. Han utgav också Anatomi för konstnärer (1947).